# Халыков, Худайкули
Худайкули Халыков (туркм. Hudaýguly Halykow) — туркменский государственный деятель, министр.

## Биография
Родился в 1942 году в поселке Кодж Кизыл-Арватского района Ашхабадской области.
Образование высшее. Окончил Ташкентский институт инженеров железнодорожного транспорта.

### Карьера
Трудовую деятельность начал станционным диспетчером, заместителем начальника железнодорожной станции Ашхабад. Далее работал начальником Чарджоуского отделения Среднеазиатской железной дороги, первым заместителем начальника Туркменской железной дороги.
26.06.1992 — 02.08.1996 — начальник Туркменской железной дороги.
02.08.1996 — 16.01.2001 — заместитель Председателя Кабинета министров Туркменистана.
16 января 2001 года уволен «за серьезные недостатки в работе».

### После отставки
Вскоре после отставки был арестован, имущество конфисковано. Позднее был выслан из Ашхабада, проживал в сельской местности под надзором полиции.